# Jagodnjak
Jagodnjak (znanstveno ime Fragaria) je rod družine rožnic.
Jagodnjak je večletni zelnati grmič, ki ga sestavljata podzemni organ (korenika s koreninami) in nadzemni del, ki ga sestavlja steblo, listi, živice in rodni organi. Plod jagodnjaka ni jagoda v botaničnem pomenu besede, temveč je birni plod, ki je sestavljen iz številnih posameznih plodičev, ki se razvijejo iz cvetišča in so posejane s plodički ali oreški (semenkami). Botanično so jagode tako plodovi plodovk, med katere spadajo tudi kumare, buče, paradižnik, ...

## Korenine
Koreninski organ jagodnjaka tvorijo korenika in sistem razvejanih korenin, ki lahko segajo od 80 do 100 cm globoko v zemljo. Korenika je sestavljena iz kratkih cevastih snopičev, te pa sestavljajo kratke traheje. Traheje imajo na koncih in ob straneh številne reže, ki skrbijo za pretakanje hranil po koreniki. Zaradi take zgradbe jagodnjak ob poškodbi korenike odmre.
Osrednja korenina se začne razvijati že ob oblikovanju vrha rožaja, na njenem vrhu pa se razvijejo manjše koreninice, ki se končajo s koreninskimi laski. Koreninski pletež se razvije tik pod površino zemlje in se razširi na vse strani, številne dolge korenine pa rastejo skoraj povsem navpično navzdol. Koreninski pletež sega tako daleč kot listi rastline. Korenine se najmočneje razvijajo v začetku vegetacije, zgodaj spomladi pa se razvijejo samo kratke sesalne koreninice.

## Steblo
Steblo jagodnjaka je večletno, na leto pa se poveča za od 1 do 2 centimetra. Večina stebla je v zemlji, na zunanjem delu pa so dobro vidne letnice, po katerih se lahko določi starost rastline. Vsako leto poženejo na steblu novi poganjki, tako imenovane živice, ki skrbijo za vegetativno razmnoževanje. Ta spremenjena stebla dosežejo od 20 do 40 centimetrov in so členkasta. Na členkih se na zgornjem delu najprej razvijejo listi, kasneje pa se na spodnjem delu razvijejo še korenine. S časom se tako razvije nova rastlina, živica pa se posuši in propade. 

## Listi
Listi jagodnjaka so nazobčani in ovalne oblike ter zloženi. Sestavljeni so iz treh listkov, ki so pritrjeni na pecelj. Pecelj sam je dokaj debel, na steblo pa se zrašča na vegetacijskem delu, tik pred zemljo. Novi listi poženejo vsako leto pred poletjem, prva doba intenzivne rasti pa se začne marca ter traja nekje do maja. Po obdobju intenzivne rasti se začne biološki počitek, ki traja okoli 25 dni. Glavna naloga listov je ustvarjanje hranil za plodove, po koncu rasti plodov pa se začnejo sušiti. Druga faza rasti se začne po biološkem počitku. V zmernih pasovih se ta faza začne konec julija in traja do septembra, v toplih pasovih pa lahko traja tudi dlje. V tej fazi je glavna naloga listov ustvarjanje rezervnih hranilnih snovi. Te se skladiščijo v steblu in koreninah, rastlina pa jih porabi spomladi, ko se začne znova razvijati.

## Cvet in plod
Cvetovi jagodnjaka se razvijejo na cvetnih pecljih različne dolžine, razvijejo pa se v skupinah po deset do dvajset. Večina sort je dvospolnih, kar pomeni, da imajo normalno razvite prašnike in plodnico z brazdo. Te sorte so samooplodne. Nekaj sort jagodnjakov pa imajo enospolne ženske cvetove, ki nimajo prašnikov ali pa so ti zakrneli in ne vsebujejo cvetnega prahu. Obstajajo tudi sorte, ki imajo samo moške cvetove (npr. sorta madame moutôt). Te sorte imajo cvetove, ki imajo nerazvite prašnike brez cvetnega prahu.
Cvetovi jagodnjaka so pretežno bele barve in imajo 10 do 16 čašnih in 5 ali več belih cvetnih listov. Cvetni popki se razvijejo konec septembra, razločevanje novih cvetnih zarodkov pa se lahko podaljša pozno v jesen ali celo v zimo. Na oblikovanje cvetnih popkov vpliva sorta jagodnjaka, dolžina dneva, svetlobna jakost, temperatura, vlaga zemlje, razvitost rastline ter njena občutljivost na zunanje vplive. Zgodnje sorte razvijejo popke prej, pozne pa kasneje. Cvetenje traja od 15 do 25 dni, odvisno od sorte in vremenskih razmer.
Plodovi dozorijo odvisno od sorte, od zgodnjega do poznega poletja. Plodovi se po velikosti in obliki med sortami močno razlikujejo. najdebelejši plodovi zrastejo v zgodnjem obdobju, najmanjši pa v poznem. Debelina plodov je odvisna tudi od starosti rastline. Najdebelejši plodovi zrastejo v prvem in drugem letu starosti rastline. Barva plodov je v vseh odtenkih rdeče barve, meso pa je lahko različno trdo in različno aromatično, kar je spet odvisno od sorte.

## Vrste
Diploidne vrste
- Fragaria bucharica
- Fragaria daltoniana
- Fragaria iinumae
- Fragaria mandshurica
- Fragaria nilgerrensis
- Fragaria nipponica
- Fragaria nubicola
- Fragaria vesca (Gozdna jagoda)
- Fragaria viridis
- Fragaria yezoensis

Tetraploidne vrste
- Fragaria moupinensis
- Fragaria orientalis

Pentaploidne vrste (hibrid)
- Fragaria ×bringhurstii

Heksaploidne vrste
- Fragaria moschata

Oktoploidne vrste in hibridi
- Fragaria ×ananassa (Vrtna jagoda)
- Fragaria chiloensis
- Fragaria iturupensis
- Fragaria virginiana

Dekaploidne vrste in hibridi
- Fragaria ×Potentilla
- Fragaria ×vescana